# Stainekentjånne
Stainekentjånne är en sjö i Bergs kommun i Härjedalen och ingår i Ljungans huvudavrinningsområde. Sjön har en area på 0,309 kvadratkilometer och ligger 890 meter över havet. Sjön avvattnas av vattendraget Skärkan (Öjönån).

## Delavrinningsområde
Stainekentjånne ingår i det delavrinningsområde (697465-133790) som SMHI kallar för Utloppet av Stainekentjånne. Medelhöjden är 931 meter över havet och ytan är 1,85 kvadratkilometer. Räknas de 17 avrinningsområdena uppströms in blir den ackumulerade arean 51,35 kvadratkilometer. Skärkan (Öjönån) som avvattnar avrinningsområdet har biflödesordning 2, vilket innebär att vattnet flödar genom totalt 2 vattendrag innan det når havet efter 345 kilometer. Avrinningsområdet består mestadels av kalfjäll (84 procent). Avrinningsområdet har 0,3 kvadratkilometer vattenytor vilket ger det en sjöprocent på 16,5 procent.